# Albert Osterhaus

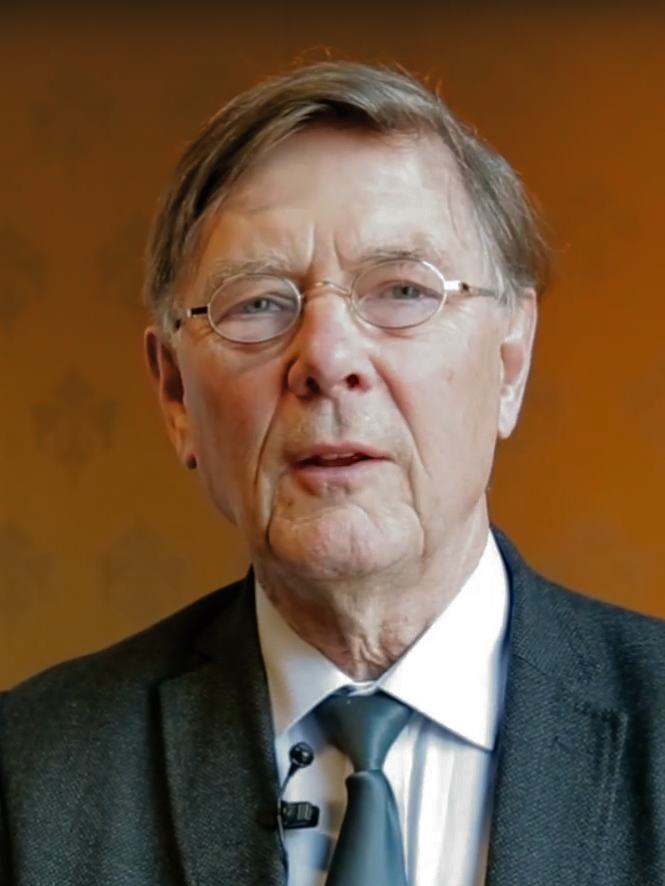
Albert Osterhaus, 2016

Albert Osterhaus (* 2. Juni 1948 in Amsterdam; eigentlich Albertus Dominicus Marcellinus Erasmus Osterhaus, genannt: Ab) ist ein niederländischer Veterinärmediziner und Virologe. Ab 1993 war er Professor für Virologie am Klinikum der Erasmus-Universität Rotterdam, seit 2014 ist er Direktor des Research Center for Emerging Infections and Zoonoses (RIZ) an der Tierärztlichen Hochschule Hannover. International bekannt wurde er aufgrund seiner Forschungsarbeiten zu SARS und zum Influenza-A-Virus H5N1, dem Erreger der so genannten Vogelgrippe H5N1.

## Werdegang
Albert Osterhaus besuchte von 1961 bis 1967 in Amsterdam die Hogere burgerschool Pius X. Von 1967 bis 1974 studierte er Veterinärmedizin an der Universität Utrecht, wo er 1974 sein Studium in der Arbeitsgruppe von Marian Horzinek mit dem Doktor-Grad abschloss. 1978 erwarb er – ebenfalls in Utrecht – einen weiteren Doktor-Grad (Ph. D.) im Fach Virologie. Seit 1990 ist er Professor für Virologie an der Universität Utrecht, ab 1993 war er zusätzlich Professor für Virologie in Rotterdam und Leiter des Instituts für Virologie der Erasmus-Universität. Ferner ist Osterhaus seit 1993 Direktor des Referenzlabors für Influenza der Niederlande, seit 1995 Direktor eines Zentrums, das – koordiniert durch die WHO – gemeinsam mit anderen Labors Arboviren und Hämorrhagisches Fieber erforscht, sowie seit 2000 Präsident der European Scientific Working Group on Influenza. Zeitweise war Osterhaus auch Leiter des Immunbiologischen Labors im Rijksinstituut voor Volksgezondheid en Milieu sowie von 1995 bis 2000 Direktor des globalen WHO-Referenzlabors für Masern. 2014 wurde er Gründungsdirektor des Research Center for Emerging Infections and Zoonoses der Tierärztlichen Hochschule Hannover.

## Forschung
Albert Osterhaus gilt als einer der weltweit erfahrensten Virologen. Erstmals bekannt wurde er außerhalb der Niederlande, nachdem es ihm 1998 gelungen war, ein neues Morbillivirus zu identifizieren, das damals für ein Massensterben von Seehunden entlang der Nordsee-Küsten verantwortlich war. Zwei Jahre später identifizierte man in seinem Labor ein Influenza-B-Virus, das Seehunde vor der Küste der Niederlande befallen hatte und von dem man bis dahin annahm, es infiziere nur den Menschen.
1997 war seine Arbeitsgruppe die erste, in der nachgewiesen wurde, dass Influenza A/H5N1 auch den Menschen infizieren kann. Die H5N1-Viren waren aus dem Körper eines drei Jahre alten Jungen isoliert worden, der in Hongkong verstorben war.
2004 bewies sein Team, dass mit A/H5N1 infizierte Katzen die Viren auf andere Katzen übertragen können. In einem Beitrag für die Fachzeitschrift Nature erläuterte Osterhaus im April 2006 ergänzend, dass Katzen als mögliche Überträger von A/H5N1-Viren nicht unterschätzt werden dürften. Seine Arbeitsgruppe stufte das Risiko als relativ hoch ein, dass die H5N1-Viren in Katzen die Fähigkeit entwickeln könnten, sich effektiv von Säugetier zu Säugetier zu verbreiten; hierdurch würde das Risiko einer Pandemie unter Menschen gesteigert.
Im April 2003, auf dem Höhepunkt der SARS-Epidemie, wies Osthaus’ Arbeitsgruppe neben anderen nach, dass die Krankheit durch ein bis dahin unbekanntes Coronavirus verursacht wird, das u. a. in Zibetkatzen und Fledermäusen vorkommt.
Albert Osterhaus forscht ferner an einer Impfung gegen HIV und ist Mitbegründer der Biotechnologie-Firmen ViroClinics BV und VitoNative BV.

## Kritik
Im Jahre 2009 wurden im Zusammenhang mit dem sogenannten Schweinegrippe-Ausbruch Vorwürfe gegen Osterhaus laut, „er schüre aus wirtschaftlichem Eigeninteresse an der Entwicklung eines Impfstoffs die Angst vor einer Pandemie“. Im September 2009 befasste sich das niederländische Parlament mit Berichten, Osterhaus besitze Anteile an einer Firma, die Impfstoffe gegen die Schweinegrippe herstelle. Daraufhin beschloss der niederländische Gesundheitsrat, Osterhaus kein Stimmrecht als Regierungsberater für den Umgang mit dem H1N1-Virus zu erteilen.

## Ehrungen
2001 wurde er Mitglied der Königlich Niederländischen Akademie der Wissenschaften (KNAW). Seit 2003 ist Albert Osterhaus Kommandeur im Orden vom Niederländischen Löwen.  Am 25. Mai 2016 wurde Albert Osterhaus zum Mitglied (Matrikel-Nr. 7698) der Leopoldina gewählt.